# 松木宗子
松木 宗子（まつのき むねこ、明暦3年12月30日〈1658年2月2日〉 - 享保17年8月30日〈1732年10月18日〉）は、江戸時代初期の女性。霊元天皇の典侍で、東山天皇、福子内親王ら3男4女の母。父は内大臣松木宗条、母は河鰭秀子（東二条局）。女房名は大典侍・上臈局。准三后。女院。院号は敬法門院。

## 生涯
霊元天皇は多くの女官と関係を持ったことで次々と皇子・皇女を儲けるのに対して、江戸幕府が期待していた正妃・女御鷹司房子からは皇子が生まれず、房子と女官たちもしくは女官同士の争いが激化していた。幕府側（京都所司代・禁裏附）は後水尾院や武家伝奏と協力して奥（後宮）の粛正に乗り出すが、結果的に4名いた典侍が1名になり、奥の運営に支障を来すようになっていた。しかし、幕府側から後任の典侍の推薦を求められた東福門院は自分がかつて推薦した女官が粛正の対象とされて宮中から退出させられたことに憤って推薦を拒み、後水尾院や武家伝奏も霊元天皇が新しい女官と関係を持つことを警戒して補充に消極的にならざるを得なかった。
このことに憤った天皇が自ら主導して新たな典侍を探すこととし、延宝2年（1674年）5月、松木宗子を独断で新しい典侍に任命した。しかし、武家伝奏や禁裏附に知らされずに行われたこの任命は正式なものと認められず、当初は「おいは（おいわ）」という仮称で呼ばれることになった。しかも、かねてから危惧されていたように、宗子は天皇の寵愛を受けて翌年9月には五宮となる皇子（後の東山天皇）を生むことになった。女御（後に中宮に昇格）の鷹司房子から皇子を得られなかった天皇は五宮を皇位継承者とすべく動き出し、延宝9年/天和元年（1681年）、天皇は暫定的に皇位継承者としてきた一宮（後の済深法親王）に代わって五宮を皇位継承者とする方針を定め（→小倉事件）、11月9日には五宮の生母である宗子は正式に典侍に任じられて「大納言典侍」と呼ばれることとなった。
東山天皇即位後の元禄2年（1689年）に准三后となる。
譲位後も霊元上皇の信任が厚く、江戸幕府が霊元上皇の政治的影響力を排除しようとした後も、上皇は宗子やその両親である松木宗条夫妻を介して朝廷に関与しようとしていた。
ところが、元禄7年にはこれまで上皇方とみられてきた議奏の勧修寺経慶と清水谷実業が宗子の不興を買って更迭され、元禄10年には宗子の意向によって摂家の反対を押し切って有栖川宮幸仁親王の王女幸子女王を入内させた。元禄11年には自分が生んだ福子内親王と邦永親王（伏見宮）の婚姻を実現させている。こうした行動は必ずしも霊元上皇の意向に則したものとは言えず、武家伝奏にも極秘で密かに京都所司代松平信庸と会談を行って幕府の意向に関して意見交換をするなど、独自の要素を持った動きであった。このような複雑な動きの背景には幕府が上皇の政治的影響力を排除するために、宗子を親幕府派に取り込んでこれを押し立てる方針を打ち出したことによる（元禄10年には幕府は彼女を女院に準じる扱いとして待遇する方針を決めている）。また、彼女の生母・東二条局も正式に女官に任じられたことはないにもかかわらず、天皇の外祖母として内裏に上がることが許されて典侍よりも上位に位置付けられていた。
しかし、元禄12年5月、宗子が母の東二条局や信任する議奏中御門資煕と共に東山天皇を排除して弟の京極宮文仁親王を擁立しようとしているという風説が流されて資煕が議奏を辞任、ついで8月には江戸幕府の命令で東二条局の内裏からの退去と資煕の逼塞が命じられたことで宗子の政治的影響力が低下した。真相は不明であるが、東山天皇や近衛基煕が風説を利用して江戸幕府に対して宗子や資煕による専横を訴えてその影響力の排除を求めたと考えられている。また、翌年2月の武家伝奏正親町公通の罷免も、資煕との関連が指摘されている。
東山天皇崩御後の正徳元年10月17日（1711年11月26日）、仙洞御所を去って55歳で出家をする。これは中御門資煕失脚後の政治的発言力の低下に加え、東山上皇と京極宮が相次いで病死したことに対する精神的打撃が大きかったとみられている。これを受けて朝廷では12月23日（1712年1月19日）に彼女を女院としたが、出家後の法号「敬法院」をそのまま女院号として転用するなど、待遇の良いものではなかったという。
享保17年（1732年）8月30日、76歳で薨去。墓所は京都府京都市上京区清浄華院。
なお、皇女・福子内親王は、邦永親王（伏見宮）との間に貞建親王を儲け、貞建親王の曾孫に当たる邦家親王が旧皇族11宮家全ての共通祖先となっていることから、霊元天皇・松木宗子夫妻は現在の皇室（皇子・東山天皇の子孫）と旧皇族11宮家の、女系を含めた場合での最近共通祖先である。